# BSSN 형식화
BSSN 형식화 (BSSN formalism)는 1987년에서 1999년 사이에 Thomas W. Baumgarte, Stuart L. Shapiro, Masaru Shibata 및 Takashi Nakamura에 의해 개발된 일반 상대성 이론의 형식화이다. 1950년대에 개발된 ADM 형식화를 수정한 것이다.
ADM 형식화는 안정적이고 장기적인 수치 시뮬레이션을 허용하지 않는 해밀턴 형식화이다. BSSN 형식에서 ADM 방정식은 보조 변수를 도입하여 수정된다. 이 형식화는 선형 중력파의 장기 진화에 대해 테스트되었으며 중력파의 비선형 진화 또는 블랙홀의 진화 및 충돌 시뮬레이션과 같은 다양한 목적으로 사용된다.

## 같이 보기
- ADM 형식
- 정식 좌표
- 정식 중력
- 해밀턴 역학